# Jarosław Godek
Jarosław Godek (Szubin, 5 de agosto de 1981) es un deportista polaco que compitió en remo.
Ganó cuatro medallas en el Campeonato Europeo de Remo entre los años 2007 y 2013.
Participó en tres Juegos Olímpicos de Verano, entre los años 2004 y 2012, ocupando el sexto lugar en Atenas 2004, en la prueba de cuatro sin timonel.

## Palmarés internacional
| Campeonato Europeo | Campeonato Europeo          | Campeonato Europeo | Campeonato Europeo |
| Año                | Lugar                       | Medalla            | Prueba             |
| ------------------ | --------------------------- | ------------------ | ------------------ |
| 2007               | Poznań (Polonia)            | Medalla de plata   | Dos sin timonel    |
| 2009               | Brest (Bielorrusia)         | Medalla de oro     | Ocho con timonel   |
| 2010               | Montemor-o-Velho (Portugal) | Medalla de plata   | Ocho con timonel   |
| 2013               | Sevilla (España)            | Medalla de plata   | Dos sin timonel    |